# Вероника перистая
Вероника перистая (лат. Veronica pinnata) — многолетнее травянистое растение, вид рода Вероника (Veronica) семейства Подорожниковые (Plantaginaceae).

## Распространение и экология
Азия: Китай (Восточный Саур), Монголия (Монгольский Алтай: главным образом на северо-западе; Хангай: верховья реки Хон, предгорья Отхон-Тэнгри); территория бывшего СССР: Казахский мелкосопочник в окрестностях Ерментау, Темиртау и Караганды, горы Кызылтау и Кент, Чингизтау, бассейны рек Чаган и Ащису, горы Тарбагатай, Саур, река Иртыш до северо-западной границы Семипалатинской области, Алтай на западе до Телецкого озера и Чулышманского нагорья, река Чулым, по Енисею и его притокам в окрестностях Красноярска, в Минусинской котловине, в районе озера Широ, в низовьях реки Хемчик, в Туве в окрестностях города Кызыл и по реке Тес-Хем.
Произрастает на степных, луговых и каменистых склонах гор, на галечниках, скалах, до субальпийского пояса.

## Ботаническое описание
Корневище деревянистое.
Стебли прямые или приподнимающиеся, многочисленные, у основания деревенеющие, как и всё растение, опушенные короткими, вверх направленными, изогнутыми волосками.
Листья длиной 1—3 см, шириной 0,5—2 мм, все или почти все перистораздельные на линейные или нитевидные, иногда ланцетные, отделенные друг от друга доли, чаще опушённые короткими, изогнутыми и прижатыми волосками, реже почти голые; в пазухах листьев имеются укороченные побеги с более мелкими цельными листьями, чаще линейными или нитевидными.
Кисть конечная, густая, длиной 10—30 см; цветоножки почти равны чашечке или длиннее её; прицветники линейные, превышают цветоножки. Чашечка длиной 2—2,5 мм, до 2/3 рассечённая на четыре ланцетные или яйцевидные, заостренные доли; венчик голубой, иногда белый или розоватый, длиной 5—7 мм, сросшийся до половины в трубку, изнутри с волосками; отгиб венчика неправильный, с туповатыми, яйцевидными, разной ширины лопастями. Тычинки с прямыми нитями, незначительно выдаются из венчика.
Коробочка длиной 3—5 мм, шириной 3—4 мм, обратнояйцевидная, к основанию несколько клиновидно сужена, незначительно превышает чашечку, гладкая, голая, слегка сжатая с боков, на верхушке с острой выемкой. Семена длиной около 1 мм и шириной 0,5 мм, яйцевидные, несколько суженные к одной стороне, на верхушке тупые.

## Таксономия
Вид Вероника перистая входит в род Вероника (Veronica) семейства Подорожниковые (Plantaginaceae) порядка Ясноткоцветные (Lamiales).
|  |                                      |  |                                                             |                                                             |                          |  | ещё 21 семейство (согласно Системе APG II) | ещё 21 семейство (согласно Системе APG II) |                       |  |  |  | ещё от 300 до 500 видов |
|  |                                      |  |                                                             |                                                             |                          |  | ещё 21 семейство (согласно Системе APG II) | ещё 21 семейство (согласно Системе APG II) |                       |  |  |  | ещё от 300 до 500 видов |
|  |                                      |  |                                                             | порядок Ясноткоцветные                                      |                          |  |                                            |                                            | род Вероника          |  |  |  |                         |
|  |                                      |  |                                                             | порядок Ясноткоцветные                                      |                          |  |                                            |                                            | род Вероника          |  |  |  |                         |
|  | отдел Цветковые, или Покрытосеменные |  |                                                             |                                                             | семейство Подорожниковые |  |                                            |                                            | вид Вероника перистая |  |  |  |                         |
|  | отдел Цветковые, или Покрытосеменные |  |                                                             |                                                             | семейство Подорожниковые |  |                                            |                                            |                       |  |  |  |                         |
|  |                                      |  | ещё 44 порядка цветковых растений (согласно Системе APG II) | ещё 44 порядка цветковых растений (согласно Системе APG II) |                          |  |                                            | ещё 90 родов                               | ещё 90 родов          |  |  |  |                         |
|  |                                      |  |                                                             | ещё 44 порядка цветковых растений (согласно Системе APG II) |                          |  |                                            |                                            | ещё 90 родов          |  |  |  |                         |